# Qua phone PX
Qua phone PX（キュア フォン ピーエックス）は、韓国のLGエレクトロニクスによって日本国内向けに開発された、auブランドを展開するKDDIおよび沖縄セルラー電話の第3.9世代移動通信システム (au 4G LTE/au VoLTE)、第4世代移動通信システム (au 4G LTE CA/WiMAX2+) 対応スマートフォンである。製造型番はLGV33（エルジーブイサンサン）

## 概要
Qua phoneシリーズ第2弾で、今回の製造元はLGエレクトロニクスとなる。
兄弟機種であるQua tab PXとの連携を想定しており、Qua phone PX側の通知をQua tab PXに転送したり、Qua phone PXで閲覧していたサイトの続きをQua tab PXで閲覧する事が可能となっている。また、ストラップホール付きである。
なお、放送受信機能は搭載されておらず、3コンポーネントキャリアキャリアアグリゲーションには非対応となっている。
キャッチコピーは「おまかせもこだわりも自在な高性能カメラ搭載。Quaで楽しむ快適フォトライフ。」。

## その他機能
※PC向けWebブラウザが標準装備されている。携帯向けサイト (EZWeb) は他のスマートフォンやPCと同じく閲覧不可。
| 主な機能・対応サービス                                                    | 主な機能・対応サービス                                         | 主な機能・対応サービス                           | 主な機能・対応サービス             |
| ------------------------------------------------------------------------- | -------------------------------------------------------------- | ------------------------------------------------ | ---------------------------------- |
| auウィジェット Webブラウザ                                                | LISMO! for Android （ハイレゾ音源対応版） LISMO WAVE           | おサイフケータイ NFC おくだけ充電（Qi） 指紋認証 | ワンセグ フルセグ DLNA/DTCP-IP     |
| au one メール PCメール Gmail EZwebメール                                  | デコレーションメール デコレーションアニメ                      | Friends Note                                     | PCドキュメント                     |
| au Smart Sports Run & Walk Karada Manager ゴルフ（web版） Fitness、歩数計 | GPS 方位計                                                     | au oneナビウォーク au one助手席ナビ              | au one ニュースEX au one GREE      |
| auベーシックホーム じぶん銀行                                             | 緊急速報メール                                                 | Bluetooth                                        | 無線LAN機能 (Wi-Fi) auシェアリンク |
| 赤外線通信                                                                | au VoLTE （シンクコール対応） WIN HIGH SPEED au 4G LTE WiMAX2+ | au世界サービス （旧・グローバルパスポート）      | auフェムトセル                     |
| microSD microSDHC microSDXC                                               | モーションセンサー（6軸）                                      | 防水 防塵                                        | 簡易留守録 着信拒否設定            |

- 安心セキュリティパックはフル対応

## 歴史
- 2016年5月31日 -  KDDI、およびLGエレクトロニクスジャパンより公式発表。
- 2016年7月1日 - 発売開始。